# Ahiazu Mbaise
Ahiazu Mbaise é uma Área de governo local do Imo (estado), Nigéria. Sua sede está na cidade de Afororu (ou Afor Oru). Há quatorze (14) vilas que compõem Ahiazu Mbaise. Elas são ; Mpam, Ihitte Pois, Opara-Nadim, Akabor, Ogwuama/Amuzi, Obodo-Ujichi, Otulu/Aguneze, Umuo-Kirika, Obohia, Ekwereazu, Obodoahiara, Lude/Nnara-Mbia, Ogbe, Oru Ahiara.
Tem uma área de 114 km2 e uma população de 170,824 no censo de 2006.
O código postal do local é de 463.